# Liste des sites mégalithiques en Navarre
Cette liste non exhaustive recense les principaux sites mégalithiques en Navarre, en Espagne.

## Répartition géographique
| \| Pampelune \| Légende : : dolmen - : menhir - : autre site mégalithique |
| Pampelune                                                                 |

## Liste
| Site                              | Commune                        | Notes                                                          | Coordonnées | Image                 |
| --------------------------------- | ------------------------------ | -------------------------------------------------------------- | --- | --------------------- |
| Menhir de Aitziturri              | Abaurregaina                   |                                                                | 42° 52′ 45″ N, 1° 13′ 40″ O |                       |
| Dolmen de Argonitz                | Altsasu                        |                                                                | 42° 56′ 27″ N, 2° 07′ 57″ O |                       |
| Dolmen de Muñaan                  | Altsasu                        |                                                                | 42° 56′ 53″ N, 2° 11′ 27″ O |                       |
| Dolmens de Balenkaleku            | Altsasu                        | 2 dolmens                                                      | 42° 56′ 51″ N, 2° 12′ 37″ O 42° 56′ 44″ N, 2° 12′ 38″ O |                       |
| Dolmen de Artekosaro              | Améscoa Baja                   |                                                                | 42° 49′ 00″ N, 2° 07′ 02″ O |                       |
| Dolmen de La Cañada               | Améscoa Baja                   |                                                                | 42° 49′ 20″ N, 2° 07′ 02″ O |                       |
| Dolmen de Larreaundi              | Améscoa Baja                   |                                                                | 42° 50′ 14″ N, 2° 12′ 24″ O |                       |
| Dolmens de Lubierri               | Améscoa Baja                   | autre nom Dolmens de Obas : 2 dolmens, 1 tumulus               | 42° 51′ 07″ N, 2° 05′ 01″ O 42° 51′ 05″ N, 2° 05′ 12″ O 42° 51′ 06″ N, 2° 05′ 09″ O |                       |
| Mina de Farangortea               | Añorbe                         |                                                                | 42° 37′ 23″ N, 1° 44′ 44″ O |                       |
| Portillo de Eneritz               | Añorbe                         | autre nom Dolmen de Farangortea                                | 42° 37′ 31″ N, 1° 45′ 05″ O |                       |
| Menhir de Bagazelai               | Anue                           |                                                                | 43° 02′ 29″ N, 1° 34′ 12″ O |                       |
| Menhir de Okolin                  | Anue                           |                                                                | 43° 02′ 25″ N, 1° 35′ 24″ O |                       |
| Menhir de Induriaga               | Aoiz                           |                                                                | 42° 48′ 03″ N, 1° 19′ 12″ O |                       |
| Menhir de Oihanzabalea            | Aoiz                           |                                                                | 42° 48′ 03″ N, 1° 20′ 18″ O |                       |
| Dolmen de Butxi                   | Arantza                        |                                                                | 43° 12′ 24″ N, 1° 45′ 47″ O |                       |
| Dolmen de Fagatxabal              | Arbizu                         |                                                                | 42° 57′ 21″ N, 2° 02′ 30″ O |                       |
| Dolmen de San Bartolome           | Artajona                       |                                                                | 42° 34′ 45″ N, 1° 44′ 15″ O |                       |
| Menhir de Genzelaia               | Artajona                       |                                                                | 42° 33′ 53″ N, 1° 46′ 13″ O |                       |
| Menhir de la Mina                 | Artajona                       |                                                                | 42° 37′ 22″ N, 1° 44′ 50″ O |                       |
| Dolmens de Lindus                 | Auritz                         | 2 dolmens                                                      | 43° 01′ 44″ N, 1° 21′ 31″ O 43° 01′ 28″ N, 1° 21′ 37″ O |                       |
| Dolmen de Bentatxar               | Bakaiku                        |                                                                | 42° 56′ 15″ N, 2° 06′ 56″ O |                       |
| Dolmen de Potzan                  | Baraibar                       |                                                                | 42° 59′ 12″ N, 1° 56′ 38″ O |                       |
| Dolmen de Tres Montes             | Bardenas Reales                |                                                                | 42° 06′ 00″ N, 1° 28′ 17″ O |                       |
| Menhir de Valdecruz               | Bardenas Reales                |                                                                | 42° 06′ 56″ N, 1° 29′ 22″ O |                       |
| Dolmen de Agorritz                | Basaburua                      |                                                                | 43° 03′ 55″ N, 1° 52′ 22″ O |                       |
| Dolmen de Azerilar                | Basaburua                      |                                                                | 43° 03′ 48″ N, 1° 51′ 57″ O |                       |
| Dolmen de Bi Aizpen               | Basaburua                      |                                                                | 43° 03′ 06″ N, 1° 50′ 38″ O |                       |
| Dolmen de Elkorra                 | Basaburua                      |                                                                | 43° 02′ 23″ N, 1° 49′ 26″ O |                       |
| Dolmen de Patat-Alor              | Basaburua                      |                                                                | 43° 02′ 50″ N, 1° 46′ 17″ O |                       |
| Dolmens de Alkardur               | Basaburua                      | 2 dolmens                                                      | 43° 02′ 43″ N, 1° 49′ 15″ O 43° 02′ 46″ N, 1° 49′ 04″ O |                       |
| Dolmen de Arrondo                 | Baztan                         |                                                                | 43° 07′ 22″ N, 1° 28′ 27″ O |                       |
| Dolmen de Autrin                  | Baztan                         |                                                                | 43° 04′ 14″ N, 1° 28′ 24″ O |                       |
| Dolmen de Aznabasterra            | Baztan                         |                                                                | 43° 08′ 16″ N, 1° 26′ 27″ O |                       |
| Dolmen de Bardaxilo               | Baztan                         |                                                                | 43° 13′ 55″ N, 1° 25′ 22″ O |                       |
| Dolmen de Baseiko Haitza          | Baztan                         |                                                                | 43° 06′ 09″ N, 1° 29′ 37″ O |                       |
| Dolmen de Burga                   | Baztan                         |                                                                | 43° 07′ 47″ N, 1° 27′ 10″ O |                       |
| Dolmen de Enpazabal               | Baztan                         |                                                                | 43° 10′ 23″ N, 1° 34′ 35″ O |                       |
| Dolmen de Errolan                 | Baztan                         |                                                                | 43° 07′ 30″ N, 1° 26′ 41″ O |                       |
| Dolmen de Etxartea                | Baztan                         |                                                                | 43° 14′ 44″ N, 1° 33′ 26″ O |                       |
| Dolmen de Irlintzi                | Baztan                         |                                                                | 43° 08′ 35″ N, 1° 28′ 50″ O |                       |
| Dolmen de Irurita Barrengo        | Baztan                         |                                                                | 43° 05′ 43″ N, 1° 28′ 38″ O |                       |
| Dolmen de Jeneralen Tonba         | Baztan                         |                                                                | 43° 06′ 53″ N, 1° 26′ 06″ O |                       |
| Dolmen de Lamizilo                | Baztan                         |                                                                | 43° 07′ 34″ N, 1° 26′ 49″ O |                       |
| Dolmen de Larrebeltz              | Baztan                         |                                                                | 43° 05′ 54″ N, 1° 29′ 09″ O |                       |
| Dolmen de Larro                   | Baztan                         |                                                                | 43° 12′ 04″ N, 1° 29′ 59″ O |                       |
| Dolmen de Luurzu                  | Baztan                         |                                                                | 43° 03′ 28″ N, 1° 29′ 22″ O |                       |
| Dolmen de Mairu-harri             | Baztan                         |                                                                | 43° 09′ 14″ N, 1° 34′ 40″ O |                       |
| Dolmen de Meakako Lepoa           | Baztan                         |                                                                | 43° 06′ 23″ N, 1° 30′ 21″ O |                       |
| Dolmen de Mendixar                | Baztan                         |                                                                | 43° 12′ 55″ N, 1° 29′ 40″ O |                       |
| Dolmen de Munautz                 | Baztan                         |                                                                | 43° 07′ 23″ N, 1° 25′ 50″ O |                       |
| Dolmen de Oiza                    | Baztan                         |                                                                | 43° 08′ 01″ N, 1° 28′ 47″ O |                       |
| Dolmen de Pausogaizto             | Baztan                         |                                                                | 43° 11′ 50″ N, 1° 23′ 09″ O |                       |
| Dolmen de Soate                   | Baztan                         |                                                                | 43° 05′ 58″ N, 1° 33′ 22″ O |                       |
| Dolmen de Sorgiñetxoa             | Baztan                         |                                                                | 43° 08′ 17″ N, 1° 26′ 55″ O |                       |
| Dolmen de Soroaundi               | Baztan                         |                                                                | 43° 15′ 03″ N, 1° 33′ 42″ O |                       |
| Dolmen de Sorota                  | Baztan                         |                                                                | 43° 06′ 20″ N, 1° 33′ 04″ O |                       |
| Dolmen de Suntonea                | Baztan                         |                                                                | 43° 09′ 54″ N, 1° 34′ 44″ O |                       |
| Dolmen de Tranpako Lepoa          | Baztan                         |                                                                | 43° 06′ 07″ N, 1° 29′ 36″ O |                       |
| Dolmen de Turreiko Aska           | Baztan                         |                                                                | 43° 06′ 05″ N, 1° 29′ 47″ O |                       |
| Dolmen de Urbide                  | Baztan                         |                                                                | 43° 06′ 26″ N, 1° 30′ 30″ O |                       |
| Dolmen de Uztanborro              | Baztan                         |                                                                | 43° 03′ 10″ N, 1° 29′ 42″ O |                       |
| Dolmen de Xolborroko harri        | Baztan                         |                                                                | 43° 11′ 50″ N, 1° 29′ 54″ O |                       |
| Dolmen de Zagua                   | Baztan                         |                                                                | 43° 05′ 35″ N, 1° 28′ 36″ O |                       |
| Dolmen et menhir de San Fermingo  | Baztan                         |                                                                | 43° 11′ 21″ N, 1° 30′ 47″ O 43° 11′ 14″ N, 1° 30′ 45″ O |                       |
| Dolmens de Argibel                | Baztan                         | 9 dolmens                                                      | 43° 05′ 44″ N, 1° 28′ 12″ O 43° 05′ 47″ N, 1° 28′ 12″ O 43° 05′ 50″ N, 1° 28′ 17″ O 43° 05′ 46″ N, 1° 28′ 18″ O 43° 05′ 44″ N, 1° 28′ 17″ O 43° 05′ 44″ N, 1° 28′ 20″ O 43° 05′ 44″ N, 1° 28′ 21″ O 43° 05′ 40″ N, 1° 28′ 25″ O 43° 05′ 41″ N, 1° 28′ 17″ O |                       |
| Dolmens de Armatela               | Baztan                         | 2 dolmens                                                      | 43° 07′ 24″ N, 1° 30′ 19″ O 43° 07′ 24″ N, 1° 30′ 24″ O |                       |
| Dolmens de Azaldegiko Lepoa       | Baztan                         | 2 dolmens                                                      | 43° 04′ 06″ N, 1° 28′ 26″ O 43° 04′ 04″ N, 1° 28′ 28″ O |                       |
| Dolmens de Ezkitz                 | Baztan                         | 2 dolmens                                                      | 43° 11′ 04″ N, 1° 31′ 44″ O 43° 10′ 39″ N, 1° 31′ 44″ O |                       |
| Dolmens de Legate                 | Baztan                         | 7 dolmens (n°2 et n°3 détruits)                                | 43° 10′ 12″ N, 1° 33′ 47″ O 43° 10′ 01″ N, 1° 34′ 05″ O 43° 10′ 12″ N, 1° 32′ 56″ O 43° 10′ 33″ N, 1° 34′ 00″ O 43° 10′ 36″ N, 1° 33′ 41″ O |                       |
| Dolmens de Urriki                 | Baztan                         | 2 dolmens                                                      | 43° 09′ 12″ N, 1° 35′ 10″ O 43° 09′ 12″ N, 1° 35′ 11″ O |                       |
| Dolmens de Urrixka                | Baztan                         | 2 dolmens                                                      | 43° 07′ 08″ N, 1° 26′ 17″ O 43° 06′ 49″ N, 1° 26′ 09″ O |                       |
| Dolmens de Urrizketa              | Baztan                         | 2 dolmens                                                      | 43° 09′ 11″ N, 1° 35′ 18″ O 43° 07′ 08″ N, 1° 26′ 17″ O | Urrisketa Hego        |
| Dolmens de Xaldarri               | Baztan                         | 3 dolmens                                                      | 43° 09′ 12″ N, 1° 34′ 36″ O 43° 09′ 10″ N, 1° 34′ 36″ O 43° 09′ 12″ N, 1° 34′ 37″ O |                       |
| Dolmens de Zaharreta              | Baztan                         | 3 dolmens                                                      | 43° 06′ 42″ N, 1° 28′ 57″ O 43° 06′ 49″ N, 1° 29′ 07″ O 43° 06′ 45″ N, 1° 29′ 00″ O |                       |
| Dolmens et menhir de Errandonea   | Baztan                         | 2 dolmens, 1 menhir                                            | 43° 10′ 40″ N, 1° 34′ 08″ O 43° 10′ 39″ N, 1° 34′ 09″ O 43° 10′ 41″ N, 1° 34′ 15″ O |                       |
| Dolmens et menhir de Larratzu     | Baztan                         | 3 dolmens, 1 menhir                                            | 43° 09′ 33″ N, 1° 34′ 36″ O 43° 09′ 49″ N, 1° 34′ 20″ O 43° 09′ 32″ N, 1° 34′ 32″ O 43° 09′ 45″ N, 1° 34′ 16″ O |                       |
| Dolmens et menhirs de Urkitze     | Baztan                         | 5 dolmens, 2 menhirs                                           | 43° 07′ 02″ N, 1° 30′ 23″ O 43° 06′ 58″ N, 1° 30′ 25″ O 43° 06′ 46″ N, 1° 30′ 21″ O 43° 06′ 45″ N, 1° 30′ 21″ O 43° 06′ 34″ N, 1° 30′ 22″ O 43° 06′ 35″ N, 1° 30′ 23″ O 43° 06′ 46″ N, 1° 30′ 21″ O |                       |
| Menhir de Alkurruntz              | Baztan                         |                                                                | 43° 13′ 20″ N, 1° 30′ 35″ O |                       |
| Menhir de Aramendiko borda        | Baztan                         |                                                                | 43° 11′ 51″ N, 1° 30′ 03″ O |                       |
| Menhir de Bagordi                 | Baztan                         |                                                                | 43° 10′ 14″ N, 1° 32′ 06″ O |                       |
| Menhir de Eihartzeko Munoa        | Baztan                         |                                                                | 43° 05′ 53″ N, 1° 27′ 46″ O |                       |
| Menhir de Ermitako lepoa          | Baztan                         |                                                                | 43° 02′ 38″ N, 1° 37′ 01″ O |                       |
| Menhir de Gorramendi              | Baztan                         |                                                                | 43° 12′ 33″ N, 1° 26′ 35″ O |                       |
| Menhir de Larrebeltz              | Baztan                         |                                                                | 43° 05′ 53″ N, 1° 29′ 07″ O |                       |
| Menhir de Loialde                 | Baztan                         |                                                                | 43° 12′ 04″ N, 1° 29′ 59″ O |                       |
| Menhir de Luurzuko Lepoa          | Baztan                         |                                                                | 43° 03′ 27″ N, 1° 29′ 28″ O |                       |
| Menhir de Maistrugain             | Baztan                         |                                                                | 43° 12′ 18″ N, 1° 26′ 45″ O |                       |
| Menhir de Saroiko Bixker          | Baztan                         |                                                                | 43° 09′ 50″ N, 1° 31′ 48″ O |                       |
| Menhir de Ubeido                  | Baztan                         |                                                                | 43° 11′ 52″ N, 1° 23′ 54″ O |                       |
| Menhir de Urdintz                 | Baztan                         |                                                                | 43° 05′ 39″ N, 1° 33′ 34″ O |                       |
| Menhir de Urlegiko lepoa          | Baztan                         |                                                                | 43° 13′ 58″ N, 1° 27′ 52″ O |                       |
| Menhirs de Argibel                | Baztan                         | 3 menhirs                                                      | 43° 05′ 33″ N, 1° 28′ 11″ O 43° 05′ 33″ N, 1° 28′ 12″ O 43° 05′ 28″ N, 1° 28′ 17″ O |                       |
| Menhirs de Argintzuko lepoa       | Baztan                         | 2 menhirs                                                      | 43° 03′ 35″ N, 1° 29′ 07″ O | Argintzuko lepoa ipar |
| Menhirs de Artxubieta             | Baztan                         | 3 menhirs                                                      | 43° 13′ 25″ N, 1° 30′ 18″ O 43° 13′ 34″ N, 1° 30′ 15″ O |                       |
| Menhirs de Betarte                | Baztan                         | 3 menhirs                                                      | 43° 12′ 44″ N, 1° 30′ 06″ O 43° 12′ 44″ N, 1° 30′ 05″ O 43° 12′ 46″ N, 1° 30′ 07″ O |                       |
| Menhirs de Goizemetz              | Baztan                         | 2 menhirs                                                      | 43° 08′ 07″ N, 1° 28′ 25″ O 43° 08′ 05″ N, 1° 28′ 28″ O |                       |
| Menhirs de Legate                 | Baztan                         | 3 menhirs                                                      | 43° 10′ 16″ N, 1° 33′ 52″ O 43° 10′ 11″ N, 1° 33′ 47″ O 43° 10′ 26″ N, 1° 34′ 14″ O |                       |
| Dolmen de Larregoiena             | Beintza-Labaien                |                                                                | 43° 06′ 32″ N, 1° 46′ 33″ O |                       |
| Dolmen de Lezarburu               | Beintza-Labaien                |                                                                | 43° 06′ 44″ N, 1° 46′ 50″ O |                       |
| Dolmen de Lizarrondo              | Beintza-Labaien                |                                                                | 43° 06′ 14″ N, 1° 46′ 24″ O |                       |
| Menhir de Leurza                  | Beintza-Labaien                |                                                                | 43° 03′ 58″ N, 1° 43′ 06″ O |                       |
| Dolmen de Aritzmendi              | Bera                           |                                                                | 43° 18′ 18″ N, 1° 39′ 32″ O |                       |
| Dolmen de Arregi                  | Bera                           |                                                                | 43° 18′ 00″ N, 1° 38′ 28″ O |                       |
| Dolmens de Irastre                | Bera                           | 2 dolmens                                                      | 43° 18′ 15″ N, 1° 39′ 39″ O 43° 18′ 14″ N, 1° 39′ 39″ O |                       |
| Dolmen de Larrakaitza             | Bera                           |                                                                | 43° 18′ 08″ N, 1° 38′ 19″ O |                       |
| Dolmen de Larra                   | Burgui                         |                                                                | 42° 42′ 05″ N, 0° 59′ 23″ O |                       |
| Dolmen de Aitzibita               | Cirauqui                       |                                                                | 42° 41′ 12″ N, 1° 54′ 29″ O |                       |
| Dolmen Txarrakadia                | Cirauqui                       |                                                                | 42° 39′ 44″ N, 1° 55′ 05″ O |                       |
| Menhir de Multibizkar             | Cirauqui                       |                                                                | 42° 41′ 06″ N, 1° 54′ 14″ O |                       |
| Dolmen de Askin                   | Doneztebe                      |                                                                | 43° 08′ 31″ N, 1° 40′ 20″ O |                       |
| Dolmen de Bostorratz              | Elgorriaga                     |                                                                | 43° 08′ 59″ N, 1° 41′ 27″ O |                       |
| Dolmen de Malkorgaña              | Elgorriaga                     |                                                                | 43° 08′ 45″ N, 1° 41′ 50″ O |                       |
| Dolmen de Zumaleku                | Elgorriaga                     |                                                                | 43° 08′ 53″ N, 1° 41′ 08″ O |                       |
| Dolmens de Arbeako                | Eratsun                        | 2 dolmens                                                      | 43° 07′ 47″ N, 1° 49′ 08″ O 43° 07′ 39″ N, 1° 49′ 21″ O |                       |
| Dolmens et menhirs de Latargi     | Eratsun                        | 18 dolmens, 2 menhirs                                          | 43° 05′ 32″ N, 1° 48′ 05″ O 43° 05′ 36″ N, 1° 48′ 08″ O 43° 05′ 33″ N, 1° 48′ 11″ O 43° 05′ 34″ N, 1° 48′ 11″ O 43° 05′ 35″ N, 1° 48′ 13″ O 43° 05′ 36″ N, 1° 48′ 14″ O 43° 05′ 36″ N, 1° 48′ 13″ O 43° 05′ 37″ N, 1° 48′ 14″ O 43° 05′ 39″ N, 1° 48′ 18″ O 43° 05′ 38″ N, 1° 48′ 28″ O 43° 05′ 39″ N, 1° 48′ 28″ O 43° 05′ 35″ N, 1° 48′ 11″ O 43° 05′ 37″ N, 1° 48′ 16″ O 43° 05′ 34″ N, 1° 48′ 12″ O 43° 05′ 36″ N, 1° 48′ 12″ O 43° 05′ 32″ N, 1° 48′ 04″ O 43° 05′ 37″ N, 1° 48′ 14″ O |                       |
| Menhir de Iruñarri                | Eratsun                        |                                                                | 43° 06′ 03″ N, 1° 48′ 40″ O |                       |
| Dolmens de Etxarriko portugañe    | Ergoiena                       | 2 dolmens                                                      | 42° 52′ 15″ N, 2° 03′ 54″ O 42° 52′ 14″ N, 2° 03′ 43″ O |                       |
| Dolmen de Ahatarteko Oihana       | Erro                           |                                                                | 43° 01′ 54″ N, 1° 26′ 24″ O |                       |
| Dolmen de Argibel                 | Erro                           |                                                                | 42° 54′ 18″ N, 1° 25′ 56″ O |                       |
| Dolmen de Balanketa               | Erro                           |                                                                | 42° 55′ 29″ N, 1° 25′ 04″ O |                       |
| Dolmen de Baratzeko erreka        | Erro                           |                                                                | 42° 58′ 19″ N, 1° 20′ 42″ O |                       |
| Dolmen de Ezkiregi                | Erro                           |                                                                | 42° 53′ 37″ N, 1° 27′ 55″ O |                       |
| Dolmen de Zubimear                | Erro                           |                                                                | 43° 01′ 17″ N, 1° 24′ 42″ O |                       |
| Dolmens de Ardaitz                | Erro                           | 2 dolmens                                                      | 42° 53′ 59″ N, 1° 26′ 44″ O 42° 53′ 58″ N, 1° 26′ 36″ O |                       |
| Dolmens de Arregi                 | Erro                           | 3 dolmens                                                      | 43° 00′ 04″ N, 1° 24′ 15″ O 42° 59′ 53″ N, 1° 24′ 18″ O 42° 59′ 49″ N, 1° 24′ 27″ O |                       |
| Dolmens de Arzilo                 | Erro                           | 2 dolmens                                                      | 42° 59′ 53″ N, 1° 22′ 01″ O 42° 59′ 52″ N, 1° 22′ 01″ O |                       |
| Dolmens de Oiartzabal             | Erro                           | 2 dolmens                                                      | 42° 52′ 41″ N, 1° 26′ 45″ O 42° 52′ 20″ N, 1° 26′ 23″ O |                       |
| Menhir de Sakarteburu             | Erro                           |                                                                | 42° 57′ 12″ N, 1° 23′ 10″ O |                       |
| Dolmen de Irazako                 | Etchalar                       |                                                                | 43° 14′ 24″ N, 1° 35′ 19″ O |                       |
| Dolmen de Okalarre                | Etchalar                       |                                                                | 43° 14′ 00″ N, 1° 37′ 01″ O |                       |
| Dolmen de Olarko Harri            | Etchalar                       |                                                                | 43° 14′ 16″ N, 1° 33′ 55″ O |                       |
| Dolmen de Zulubiko Erreka         | Etchalar                       |                                                                | 43° 14′ 00″ N, 1° 37′ 01″ O |                       |
| Menhir de Arrikolota              | Etchalar                       |                                                                | 43° 14′ 31″ N, 1° 35′ 26″ O |                       |
| Menhir de Orizki                  | Etchalar                       |                                                                | 43° 14′ 33″ N, 1° 34′ 55″ O |                       |
| Menhir de Pagolleta               | Etchalar                       |                                                                | 43° 14′ 17″ N, 1° 35′ 32″ O |                       |
| Menhirs de Altsoroi               | Etchalar                       | 2 menhirs                                                      | 43° 14′ 32″ N, 1° 35′ 01″ O 43° 14′ 30″ N, 1° 35′ 01″ O |                       |
| Dolmen de Beitzeta                | Etxarri-Aranatz                |                                                                | 42° 55′ 41″ N, 2° 06′ 26″ O |                       |
| Dolmen de Fagamendi               | Etxarri-Aranatz                |                                                                | 42° 55′ 58″ N, 2° 05′ 34″ O |                       |
| Dolmen de Iruiturrieta            | Etxarri-Aranatz                |                                                                | 42° 55′ 55″ N, 2° 06′ 32″ O |                       |
| Dolmen de Jentilzulo              | Etxarri-Aranatz                |                                                                | 42° 56′ 00″ N, 2° 06′ 35″ O |                       |
| Dolmen de Maitzegur               | Etxarri-Aranatz                |                                                                | 42° 55′ 55″ N, 2° 04′ 56″ O |                       |
| Dolmen de Txaradigorri            | Etxarri-Aranatz                | autre nom Dolmen de Miruatza                                   | 42° 55′ 55″ N, 2° 06′ 32″ O |                       |
| Dolmen de Aztun                   | Ezkurra                        |                                                                | 43° 05′ 22″ N, 1° 49′ 37″ O |                       |
| Dolmens de Malo                   | Ezkurra                        | 5 dolmens                                                      | 43° 05′ 36″ N, 1° 49′ 46″ O 43° 05′ 31″ N, 1° 49′ 43″ O 43° 05′ 32″ N, 1° 49′ 41″ O 43° 05′ 32″ N, 1° 49′ 47″ O 43° 05′ 33″ N, 1° 49′ 51″ O |                       |
| Menhir de Belarregi               | Ezkurra                        |                                                                | 43° 05′ 19″ N, 1° 49′ 52″ O |                       |
| Menhir de Ezkainko                | Ezkurra                        |                                                                | 43° 05′ 49″ N, 1° 49′ 24″ O |                       |
| Dolmen de Ugaibel                 | Hiriberri-Villanueva de Aezkoa |                                                                | 42° 58′ 11″ N, 1° 12′ 46″ O |                       |
| Menhir de Izagibel                | Hiriberri-Villanueva de Aezkoa |                                                                | 42° 55′ 48″ N, 1° 12′ 31″ O |                       |
| Dolmen de Sagarrana               | Gallués                        |                                                                | 42° 49′ 14″ N, 1° 09′ 20″ O |                       |
| Dolmen de Urizabe                 | Gallués                        |                                                                | 42° 48′ 56″ N, 1° 09′ 47″ O |                       |
| Dolmen de Akabakar                | Garaioa                        |                                                                | 42° 55′ 04″ N, 1° 16′ 03″ O |                       |
| Dolmen de Learpuru                | Garaioa                        |                                                                | 42° 53′ 37″ N, 1° 15′ 56″ O |                       |
| Menhir de Irurigieta              | Garaioa                        |                                                                | 42° 54′ 21″ N, 1° 15′ 10″ O |                       |
| Dolmen de Añoenea soroa           | Goizueta                       |                                                                | 43° 10′ 39″ N, 1° 53′ 47″ O |                       |
| Menhir de Bidango Gaña            | Goizueta                       |                                                                | 43° 14′ 16″ N, 1° 46′ 42″ O |                       |
| Dolmen de Larrazpil               | Imotz                          |                                                                | 42° 56′ 42″ N, 1° 51′ 15″ O |                       |
| Dolmen de Arrako                  | Isaba                          |                                                                | 42° 55′ 52″ N, 0° 51′ 38″ O |                       |
| Dolmen de Aitzurra                | Ituren                         |                                                                | 43° 08′ 38″ N, 1° 42′ 37″ O |                       |
| Dolmen de Baikuntzeko etxola      | Ituren                         |                                                                | 43° 08′ 40″ N, 1° 43′ 57″ O |                       |
| Dolmen de Epeintzako              | Ituren                         |                                                                | 43° 08′ 16″ N, 1° 42′ 24″ O |                       |
| Dolmen de Erdiko Xenda            | Ituren                         |                                                                | 43° 09′ 01″ N, 1° 43′ 20″ O |                       |
| Dolmen de Garatama                | Ituren                         |                                                                | 43° 08′ 04″ N, 1° 42′ 30″ O |                       |
| Dolmens de Goiko borda            | Ituren                         | 2 dolmens                                                      | 43° 08′ 30″ N, 1° 42′ 22″ O 43° 08′ 25″ N, 1° 42′ 17″ O |                       |
| Menhir de Bustitza                | Ituren                         |                                                                | 43° 09′ 29″ N, 1° 43′ 25″ O |                       |
| Menhir de Iruñaga                 | Ituren                         |                                                                | 43° 08′ 36″ N, 1° 43′ 52″ O |                       |
| Dolmen de Angaitza                | Juslapeña                      |                                                                | 42° 55′ 39″ N, 1° 44′ 04″ O |                       |
| Dolmen de Belarzinketa            | Leitza                         |                                                                | 43° 04′ 03″ N, 1° 53′ 41″ O |                       |
| Dolmen de Aranketa                | Lizoain-Arriasgoiti            |                                                                | 42° 51′ 22″ N, 1° 25′ 43″ O |                       |
| Dolmen de Kabilarte               | Lizoain-Arriasgoiti            |                                                                | 42° 51′ 56″ N, 1° 25′ 37″ O |                       |
| Dolmen de Epersaro                | Luzaide                        |                                                                | 43° 02′ 29″ N, 1° 20′ 09″ O |                       |
| Dolmen de Claverito               | Navascués                      |                                                                | 42° 41′ 45″ N, 1° 04′ 30″ O |                       |
| Dolmen de Legaroz                 | Navascués                      |                                                                | 42° 41′ 58″ N, 1° 03′ 08″ O |                       |
| Dolmen de Puntallo de las Capezas | Navascués                      |                                                                | 42° 41′ 35″ N, 1° 04′ 07″ O |                       |
| Dolmen de Turendo                 | Navascués                      |                                                                | 42° 41′ 49″ N, 1° 03′ 22″ O |                       |
| Dolmens del Portillo de Ollate    | Navascués                      | 3 dolmens                                                      | 42° 41′ 30″ N, 1° 03′ 57″ O 42° 41′ 29″ N, 1° 03′ 49″ O 42° 41′ 28″ N, 1° 03′ 46″ O |                       |
| Dolmen de Arriluze                | Ochagavía                      |                                                                | 42° 57′ 07″ N, 1° 08′ 31″ O |                       |
| Dolmen de Landabizkarra           | Ochagavía                      |                                                                | 42° 56′ 43″ N, 1° 06′ 16″ O |                       |
| Dolmen de Larburua                | Ochagavía                      |                                                                | 42° 56′ 49″ N, 1° 05′ 57″ O |                       |
| Dolmen de Sagarrana               | Ochagavía                      |                                                                | 42° 51′ 56″ N, 1° 09′ 15″ O |                       |
| Dolmen de Sogoitia                | Ochagavía                      |                                                                | 42° 49′ 09″ N, 1° 09′ 49″ O |                       |
| Dolmen et menhir de Arrizabala    | Ochagavía                      |                                                                | 42° 57′ 24″ N, 1° 06′ 09″ O 42° 57′ 21″ N, 1° 06′ 09″ O |                       |
| Dolmen de Azolape                 | Oderitz                        |                                                                | 42° 57′ 17″ N, 1° 52′ 48″ O |                       |
| Dolmen de Milaldapa               | Oderitz                        |                                                                | 42° 57′ 35″ N, 1° 52′ 41″ O |                       |
| Dolmen de Pagamendi               | Oderitz                        |                                                                | 42° 57′ 10″ N, 1° 52′ 33″ O |                       |
| Dolmen de Pikabotz                | Oderitz                        |                                                                | 42° 57′ 28″ N, 1° 52′ 30″ O |                       |
| Menhir de Arriurdin               | Olóriz                         |                                                                | 42° 40′ 23″ N, 1° 35′ 34″ O |                       |
| Dolmen de Anbulolatz              | Orbaizeta                      |                                                                | 43° 00′ 46″ N, 1° 11′ 29″ O |                       |
| Dolmen de Ibiaga                  | Orbaizeta                      |                                                                | 43° 00′ 35″ N, 1° 10′ 46″ O |                       |
| Dolmen de Soroluze                | Orbaizeta                      |                                                                | 43° 02′ 14″ N, 1° 14′ 17″ O |                       |
| Dolmens et menhirs de Azpegi      | Orbaizeta                      | 4 dolmens, 1 menhir                                            | 43° 02′ 05″ N, 1° 13′ 34″ O 43° 02′ 04″ N, 1° 13′ 32″ O 43° 02′ 10″ N, 1° 13′ 15″ O 43° 02′ 09″ N, 1° 13′ 15″ O 43° 02′ 16″ N, 1° 13′ 22″ O |                       |
| Menhir de Ursario                 | Orbaizeta                      |                                                                | 43° 02′ 05″ N, 1° 12′ 23″ O |                       |
| Dolmen de Angerta                 | Romanzado                      |                                                                | 42° 43′ 27″ N, 1° 14′ 36″ O |                       |
| Dolmen de Faulo                   | Romanzado                      |                                                                | 42° 41′ 36″ N, 1° 08′ 47″ O |                       |
| Dolmen de Jorabila                | Romanzado                      |                                                                | 42° 39′ 57″ N, 1° 06′ 40″ O |                       |
| Dolmen de la Pieza de Luis        | Romanzado                      |                                                                | 42° 41′ 08″ N, 1° 09′ 49″ O |                       |
| Dolmen de Mata del Cleve          | Romanzado                      |                                                                | 42° 39′ 52″ N, 1° 07′ 50″ O |                       |
| Dolmen de Puente de Bigüezal      | Romanzado                      |                                                                | 42° 41′ 54″ N, 1° 10′ 15″ O |                       |
| Dolmen de Puzalo                  | Romanzado                      | autre nom Corona de Hualde                                     | 42° 40′ 47″ N, 1° 08′ 50″ O |                       |
| Dolmens de Boluntza               | Romanzado                      | 3 dolmens                                                      | 42° 43′ 17″ N, 1° 14′ 00″ O 42° 43′ 13″ N, 1° 14′ 04″ O 42° 43′ 17″ N, 1° 14′ 00″ O |                       |
| Dolmens de Puyomediano            | Romanzado                      | 2 dolmens                                                      | 42° 41′ 03″ N, 1° 12′ 54″ O 42° 41′ 05″ N, 1° 12′ 37″ O |                       |
| Dolmens et menhir d'Ugarra        | Romanzado                      | 4 dolmens, 1 menhir                                            | 42° 43′ 33″ N, 1° 13′ 27″ O 42° 43′ 10″ N, 1° 13′ 12″ O 42° 43′ 25″ N, 1° 13′ 41″ O 42° 43′ 31″ N, 1° 13′ 28″ O 42° 43′ 14″ N, 1° 13′ 21″ O |                       |
| Menhir de Fuente de la Pila       | Romanzado                      |                                                                | 42° 39′ 38″ N, 1° 07′ 55″ O |                       |
| Dolmen de Azango miaka            | Saldias                        |                                                                | 43° 06′ 25″ N, 1° 47′ 36″ O |                       |
| Dolmen de Larrazabal              | Saldias                        |                                                                | 43° 05′ 32″ N, 1° 46′ 02″ O |                       |
| Dolmen de Urrutiña                | Saldias                        |                                                                | 43° 06′ 30″ N, 1° 46′ 56″ O |                       |
| Dolmen de Albi                    | Sierra d'Aralar                |                                                                | 42° 57′ 43″ N, 1° 59′ 50″ O |                       |
| Dolmen de Artabakar               | Sierra d'Aralar                |                                                                | 42° 56′ 58″ N, 2° 03′ 04″ O |                       |
| Dolmen de Ataka xar               | Sierra d'Aralar                |                                                                | 42° 59′ 02″ N, 1° 59′ 24″ O |                       |
| Dolmen de Erbilerri               | Sierra d'Aralar                |                                                                | 42° 57′ 20″ N, 1° 59′ 54″ O |                       |
| Dolmen de Garraztita              | Sierra d'Aralar                |                                                                | 42° 59′ 13″ N, 2° 00′ 51″ O |                       |
| Dolmen de Lerritz                 | Sierra d'Aralar                |                                                                | 42° 58′ 37″ N, 2° 00′ 12″ O |                       |
| Dolmen de Luperta                 | Sierra d'Aralar                |                                                                | 42° 56′ 27″ N, 1° 58′ 40″ O |                       |
| Dolmen de Mozkordi                | Sierra d'Aralar                |                                                                | 42° 57′ 33″ N, 1° 59′ 19″ O |                       |
| Dolmen de Olaberta                | Sierra d'Aralar                |                                                                | 42° 56′ 59″ N, 1° 59′ 14″ O |                       |
| Dolmen de Otadi                   | Sierra d'Aralar                |                                                                | 42° 57′ 47″ N, 2° 00′ 17″ O |                       |
| Dolmen de Otsotesare              | Sierra d'Aralar                |                                                                | 42° 57′ 46″ N, 2° 01′ 12″ O |                       |
| Dolmen de Soiltxiki               | Sierra d'Aralar                |                                                                | 42° 57′ 21″ N, 2° 00′ 54″ O |                       |
| Dolmen de Txagadi                 | Sierra d'Aralar                |                                                                | 42° 57′ 01″ N, 1° 59′ 31″ O |                       |
| Dolmen de Zubarrieta              | Sierra d'Aralar                |                                                                | 42° 57′ 43″ N, 1° 58′ 40″ O |                       |
| Dolmens de Aubia                  | Sierra d'Aralar                | 2 dolmens                                                      | 42° 57′ 24″ N, 2° 00′ 33″ O 42° 57′ 21″ N, 2° 00′ 24″ O |                       |
| Dolmens de Debata                 | Sierra d'Aralar                | 3 dolmens : dolmens Debata Arruazu et dolmen Erregeneko Debata | 42° 57′ 07″ N, 1° 59′ 40″ O 42° 57′ 06″ N, 1° 59′ 45″ O |                       |
| Dolmens de Elumerta               | Sierra d'Aralar                | 2 dolmens                                                      | 42° 57′ 15″ N, 1° 59′ 50″ O 42° 57′ 14″ N, 1° 59′ 38″ O |                       |
| Dolmens et menhir de Obioneta     | Sierra d'Aralar                | 2 dolmens, 1 menhir                                            | 42° 59′ 15″ N, 2° 01′ 24″ O 42° 59′ 14″ N, 2° 01′ 26″ O 42° 59′ 15″ N, 2° 01′ 24″ O |                       |
| Trikuharri                        | Sierra d'Aralar                | dolmen sans nom                                                | 42° 59′ 17″ N, 2° 01′ 55″ O |                       |
| Dolmen de Oiantzar                | Sunbilla                       |                                                                | 43° 09′ 08″ N, 1° 41′ 23″ O |                       |
| Dolmens de Ugatza                 | Sunbilla                       | 2 dolmens                                                      | 43° 08′ 52″ N, 1° 41′ 56″ O 43° 08′ 51″ N, 1° 41′ 54″ O |                       |
| Dolmen de Candaraiz IX            | Tafalla                        |                                                                | 42° 30′ 55″ N, 1° 45′ 24″ O |                       |
| Dolmen de Arrate berri            | Uharte Arakil                  |                                                                | 42° 57′ 29″ N, 1° 56′ 31″ O |                       |
| Dolmen de Ilunbetako arrate       | Uharte Arakil                  |                                                                | 42° 57′ 22″ N, 1° 56′ 03″ O |                       |
| Dolmen de Bernoa                  | Urdiain                        |                                                                | 42° 56′ 31″ N, 2° 09′ 05″ O |                       |
| Dolmen de Txamorro                | Urraúl Alto                    |                                                                | 42° 52′ 12″ N, 1° 14′ 42″ O |                       |
| Dolmens de Aikoa                  | Urraúl Alto                    | 2 dolmens                                                      | 42° 43′ 58″ N, 1° 15′ 14″ O 42° 43′ 53″ N, 1° 15′ 21″ O |                       |
| Dolmen et menhirs de Urdinaga     | Urraúl Alto                    | 1 dolmen, 2 menhirs                                            | 42° 51′ 59″ N, 1° 13′ 31″ O 42° 51′ 55″ N, 1° 13′ 33″ O 42° 48′ 03″ N, 1° 19′ 12″ O |                       |
| Menhir de Irurigieta              | Urraúl Alto                    |                                                                | 42° 54′ 21″ N, 1° 15′ 10″ O |                       |
| Menhir de Motxorroko lepoa        | Urraúl Alto                    |                                                                | 42° 51′ 54″ N, 1° 14′ 07″ O |                       |
| Dolmen de Ugarron                 | Urraúl Bajo                    |                                                                | 42° 43′ 22″ N, 1° 15′ 44″ O |                       |
| Dolmen de Mugaraso                | Urroz                          |                                                                | 43° 03′ 08″ N, 1° 42′ 44″ O |                       |
| Dolmens de Pitxortzar             | Urroz                          | 2 dolmens                                                      | 43° 03′ 12″ N, 1° 42′ 58″ O 43° 03′ 12″ N, 1° 43′ 00″ O |                       |
| Menhir de Erroldan                | Urroz                          |                                                                | 42° 46′ 42″ N, 1° 27′ 32″ O |                       |
| Hipogeo de Longar                 | Viana                          |                                                                | 42° 34′ 39″ N, 2° 23′ 36″ O |                       |
| Dolmen de Makillipurdi            | Zubieta                        |                                                                | 43° 08′ 29″ N, 1° 44′ 55″ O |                       |
| Dolmen de Pagazelaieta            | Zubieta                        |                                                                | 43° 08′ 25″ N, 1° 45′ 04″ O |                       |
| Menhir de Learra                  | Zubieta                        |                                                                | 43° 08′ 20″ N, 1° 44′ 51″ O |                       |
| Menhir de Sarobe                  | Zubieta                        |                                                                | 43° 07′ 34″ N, 1° 45′ 47″ O |                       |
| Dolmen de Etxeberriko Ardiborda   | Zugarramurdi                   |                                                                | 43° 15′ 38″ N, 1° 33′ 19″ O |                       |
| Dolmen de Ibañeta                 | Zugarramurdi                   |                                                                | 43° 15′ 18″ N, 1° 33′ 19″ O |                       |
| Menhir de Airagarriko lepoa       | Zugarramurdi                   |                                                                | 43° 15′ 13″ N, 1° 33′ 00″ O |                       |